# Elżbieta Ryznar
Elżbieta Ryznar (ur. 18 maja 1929 w Nowotańcu, zm. 21 grudnia 2011) – polska działaczka polityczna i kombatancka.

## Życiorys
Urodziła się 18 maja 1929 w Nowotańcu jako córka Józefa Granatowskiego i Kazimiery z domu Chrząszcz. Zawodowo była związana z PSS „Społem” w Sanoku. We wrześniu 1953 została powołana do składu powołanej wówczas Komisji Handlu i Drobnej Wytwórczości w Miejskiej Radzie Narodowej (MRN) w Sanoku. W wyborach w 1954 uzyskała mandat radnej MRN w Sanoku kadencji 1954-1958, przed wyborami w 1965 była sekretarzem Miejskiej Komisji Wyborczej, a po ukonstytuowaniu się MRN weszła w skład Komisji Zaopatrzenia Ludności. Pod koniec lat 70. była członkiem Miejskiego Komitetu Frontu Jedności Narodu w Sanoku. Na przełomie lat 70./80. pełniła mandat Wojewódzkiej Rady Narodowej w Krośnie. Przed wyborami do rad narodowych jako przedstawicielka Ligi Kobiet Polskich wiosną 1984 została wybrana do składu Kolegium wyborczego w Sanoku. W latach 80. była zastępca dyrektora ds. handlowych WSS „Społem” w Sanoku oraz ds. obrotu towarowego. Ponownie uzyskała mandat sanockiej MRN ostatniej kadencji 1988-1990, zasiadając w Komisji Oświaty i Kultury. W 1989 pozostawała wiceprezesem PSS w Sanoku.
Od powstania Miejskiego Polskiego Komitetu Pomocy Społecznej w Sanoku działała w jego strukturach, pełniąc funkcje członka zarządu i prezydium, a od 1987 była prezesem zarządu i pozostawała na tym stanowisku na początku XXI wieku.
Zmarła 21 grudnia 2011. Została pochowana na Cmentarzu Centralnym w Sanoku. Była zamężna z Józefem Ryznarem (1921-1992, podporucznik, p.o. kierownika Powiatowego Urzędu Bezpieczeństwa Publicznego w Sanoku, radny MRN w Sanoku kadencji 1958-1961). Mieli synów bliźniaków Adama (ur., zm. 1953) i Witolda (1953-1999, ratownik GOPR, wspinacz).

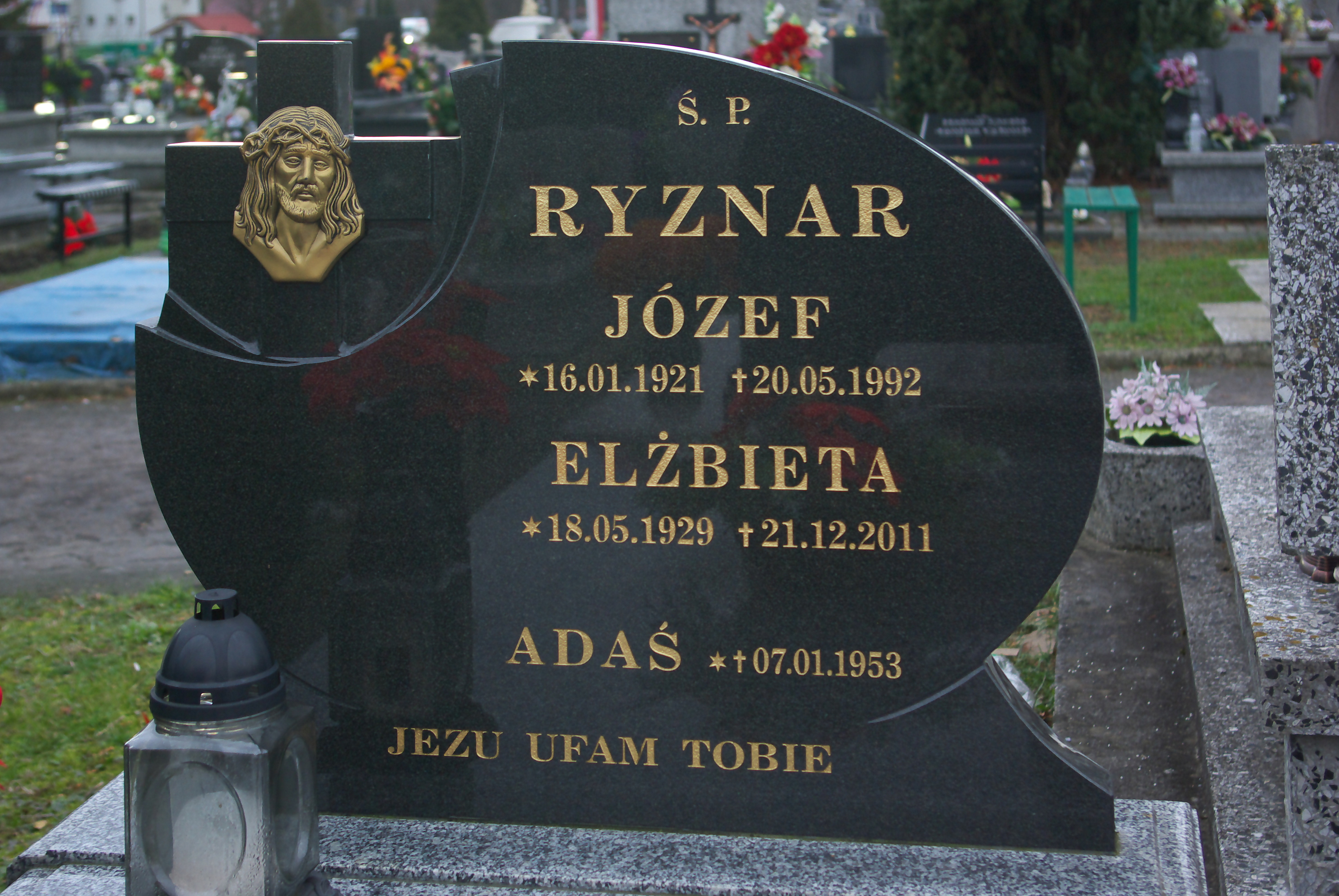
Nagrobek Elżbiety Ryznar

## Odznaczenia
- Krzyż Oficerski Orderu Odrodzenia Polski (postanowieniem prezydenta RP Aleksandra Kwaśniewskiego z 7 listopada 2001 za wybitne zasługi w działalności kombatanckiej; udekorowana w marcu 2002 w Sanoku)[23][24]
- Krzyż Kawalerski Orderu Odrodzenia Polski[16]
- Odznaka „Zasłużony dla Województwa Krośnieńskiego” (1983)[25]
- Złota odznaka PKPS[16]
- Srebrna odznaka PKPS[16]
- „Jubileuszowy Adres” (1984)[26]